# Eeriksaare
Eeriksaare est un ancien village de la commune de Saaremaa (jusqu'en octobre 2017 commune de Lääne-Saare) du comté de Saare en Estonie.
Au 31 décembre 2011, il n'a plus d'habitant.